# 앨버트 헤링
알베르트 헤링(Albert Herring)은 벤저민 브리튼이 작곡한 3막의 익살맞은 내용의 실내 오페라(체임버 오페라)이다. 기 드 모파상의《마담 위송의 장미숲(프랑스어: Le Rosier de Madame Husson)》를 기초로 에릭 크로지어가 영어 대본을 작성하였다. 1947년 6월 20일 잉글랜드, 글라인드본에서 작곡가가 직접 지휘를 맡으며 첫 상연을 무대에 올렸다.
브리튼은 이 오페라를 심각한 주제의 오페라,《루크레치아의 강간》과와 짝을 이루어 새롭게 설립된 잉글리쉬 오페라 그룹(English Opera Group)을 위해 작곡된 첫 번째 작품으로, 글라인드본과 새롭게 세워진 알데버러 축제에서 첫 공연의 담당을 맡았다.
앨버트 헤링은 여러 면에서 길버트와 설리번의 작품과, 리하르트 슈트라우스의 것을 연상하게 한다. 이 작품의 주제와 내용 자체는 우스꽝스럽지만, 악보 안에서 몇 개의 복잡한 형식과 음악 인용이 무수하게 사용되었다. 비록 이 작품이 전반적으로 유머스럽고 가벼운 시선에서 그려지고, 브리튼이 작곡한 피터 그라임즈와 다른 작품보다는 정도가 약화되었지만, 사회와 한 별난 개인과의 작용을 파헤친다.

## 등장인물
| 역할 레이디 빌로우스, 나이든 지도자 플로렌스 파이크, 그녀의 가정부 미스 워즈워드, 학교 교사 게쥐, 지역교구 성직자 업폴드, 시장 버드 "교장" 시드, 부줏간 조수 앨버트 헤링, 채소 장수 낸시, 시드의 애인 헤링 부인, 앨버트의 어머니 에이미 시스 해리 | 성악 소프라노 콘트랄토 소프라노 바리톤 테너 베이스 바리톤 테너 메조소프라노 소프라노 treble | 초연시 가수들 조안 크로스 글래디스 파 마가렛 리치 윌리엄 파슨스 로이 애쉬톤 노만 넘스덴 프레데릭 샤프 피터 피어스 낸시 에반스 벳시 드 라 포르트 레슬리 더프 앤 샤프 데이비드 스펜서 |

## 줄거리
설정:1900년 4월과 5월, 영국의 록스포드, 이스트 서폴크내에 있는 작은 시장 마을

### 1막
가정부인 플로렌스 파이크는 지쳐 피곤해한다. 그녀의 여주인인 레이디 빌로우즈는 해마다 록스포드의 메이 데이 축제를 조성한다. 마을의 모든 중요 인사들이 마을 처녀들이라면 누구나 탐을 내는 5월의 여왕 자리를 뽑기 위해 모여든다. 그러나 플로렌스는 지명된 모든 미혼 처녀들의 잘못을 일일이 들추면서, 아무도 5월의 여왕 왕관을 쓸 자격이 없음을 입증한다. 록스포드의 모든 아가씨 중에서 적임자가 없다는 사실이 밝혀지자, 레이디 빌로우즈는 우울해한다. 버드 교장은 금년에는 5월의 여왕 대신, "5월의 왕"이 선택될 수도 있다는 묘안을 제시한다. 그는 마을의 한 숫총각을 아는데, 수줍은 행동과 아가씨들을 두려하기로 유명한 앨버트 헤링이다.
헤링 가족은 정육점 바로 옆에 청과물점을 운영한다. 태평스러운 시드는 앨버트의 소심함을 가지고 골린다. 시드의 가장 최근의 여자친구인 낸시가 식료품을 사기 위해 안으로 들어온다. 그곳에서 두 연인은 달콤한 시간을 보내지만, 이는 앨버트를 불편하게 만든다. 시드와 낸시가 떠나자, 앨버트는 스스로 비참한 감정에 빠진다. 곧이어 축제 위원회가 앨버트가 5월의 왕으로 간택되었다는 소식을 전하려 온다. 앨버트는 그 계획에 강력히 반대하지만, 헤링 부인은 아들이 상금을 받게 된다는 사실에 기뻐한다. 이어 모자가 말다툼을 하고, 마을 아이들의 조롱으로 이어진다.

### 2막
축제일 당일에 시드와 낸시는 연회 천막을 준비하고, 앨버트의 레모네이드 잔에 약간의 럼주를 흘려넣는다. 앨버트는 축제에서 스스로의 명예를 위해 침묵하며 레모네이드를 마신다. 앨버트는 5월의 왕으로 화관과 함께 25 파운드의 상금을 수여받는다.
그날 저녁 앨버트는 홀로 집에 도착하여, 술을 들이 마신다. 거리에서 시드는 낸시와 시간을 보내며 떠나기 직전, 앨버트를 동정하는 이야기를 나눈다. 이는 결국 앨버트를 인내심의 한계에 도달하게 하였다. 그는 단 한번이라도 자유롭게 인생을 보내리라 결심한다. 앨버트는 상금을 거머쥐고, 어디론가 떠난다.

### 3막
다음날 아침 앨버트가 돌아오지 않자, 마을 사람들은 우왕좌왕한다. 버드 교장은 수색대를 이끌고, 죄책감에 사로잡힌 낸시는 헤링 부인을 위로한다. 마을의 한 소년이 소리치길, "커다랗고 하얀 어떤 것"이 우물에 발견되었다고 소리지른다. 그러자 마을 사람들은 연이어 한묶음으로 그 뉴스를 전한다. 앨버트의 화관이 발견되었고, 참혹하게 망가진 채로 분명히 죽었다고 알려진다. 마을 사람들은 애도의 합창에 동참하던 중, 모든 것이 앨버트의 귀환으로 중단된다. 그는 머리를 산발한 불결한 모습에, 도전적으로 축제 위원회에게 그의 저녁 나들이에 돈을 제공해줘서 감사하다고 인사한다. 앨버트는 스스로를 지나친 행동으로 내던졌지만, 최소한 자신의 독립성의 가치를 배웠고, 뒤에 스스로 일어설 수 있게 된다. 실망한 군중들은 흩어지고, 앨버트는 마을의 아이들에게 가게로 맛좋은 과일 몇 개를 맛볼 수 있게 초대한다.